# Гавруш Оданія Михайлівна
Оданія Михайлівна Га́вруш (нар. 28 серпня 1941, Подорожнє) — українська художниця декоративного ткацтва; член Спілки радянських художників України з 1983 року та Спілки майстрів народного мистецтва України з 1991 року.

## Біографія
Народилася 28 серпня 1941 року в селі Подорожньому (нині Стрийський район Львівської області, Україна). 1961 року закінчила Вижницьке училище декоративно-прикладного мистецтва.
Протягом 1961—1996 років працювала на Кролевецькій фабриці художнього ткацтва, де з 1981 року обіймала посаду головного художника. Мешкає у місті Кролевці в будинку на проспекті Миру, № 3, квартира № 6.

## Творчість
Працювала у галузі ткацтва. Використовувала традиційні геометричні орнаменти кролевецьких народних майстрів, осучаснювала тематику виробів. Створювала панно, скатертини, ковдри. Авторка декоративних рушників:
- «Тарас Шевченко» (1964);
- «Вчитися, вчитися і ще раз вчитися» (1970);
- «Фабриці художнього ткацтва 50 років» (1972).

Брала участь а обласних, всесоюзних та міжнародних мистецьких виставках з 1964 року.
Деякі вироби майстрині зберігаються у Сумському художньому музеї, Національному музеї українського народного декоративного мистецтва у Києві.